# Gmina Twardogóra
Die Gmina Twardogóra [tfardɔ'gura] ist eine Stadt-und-Land-Gemeinde im Powiat Oleśnicki der Woiwodschaft Niederschlesien in Polen. Ihr Sitz ist die gleichnamige Kleinstadt (deutsch Festenberg) mit etwa 6700 Einwohnern.

## Geographie

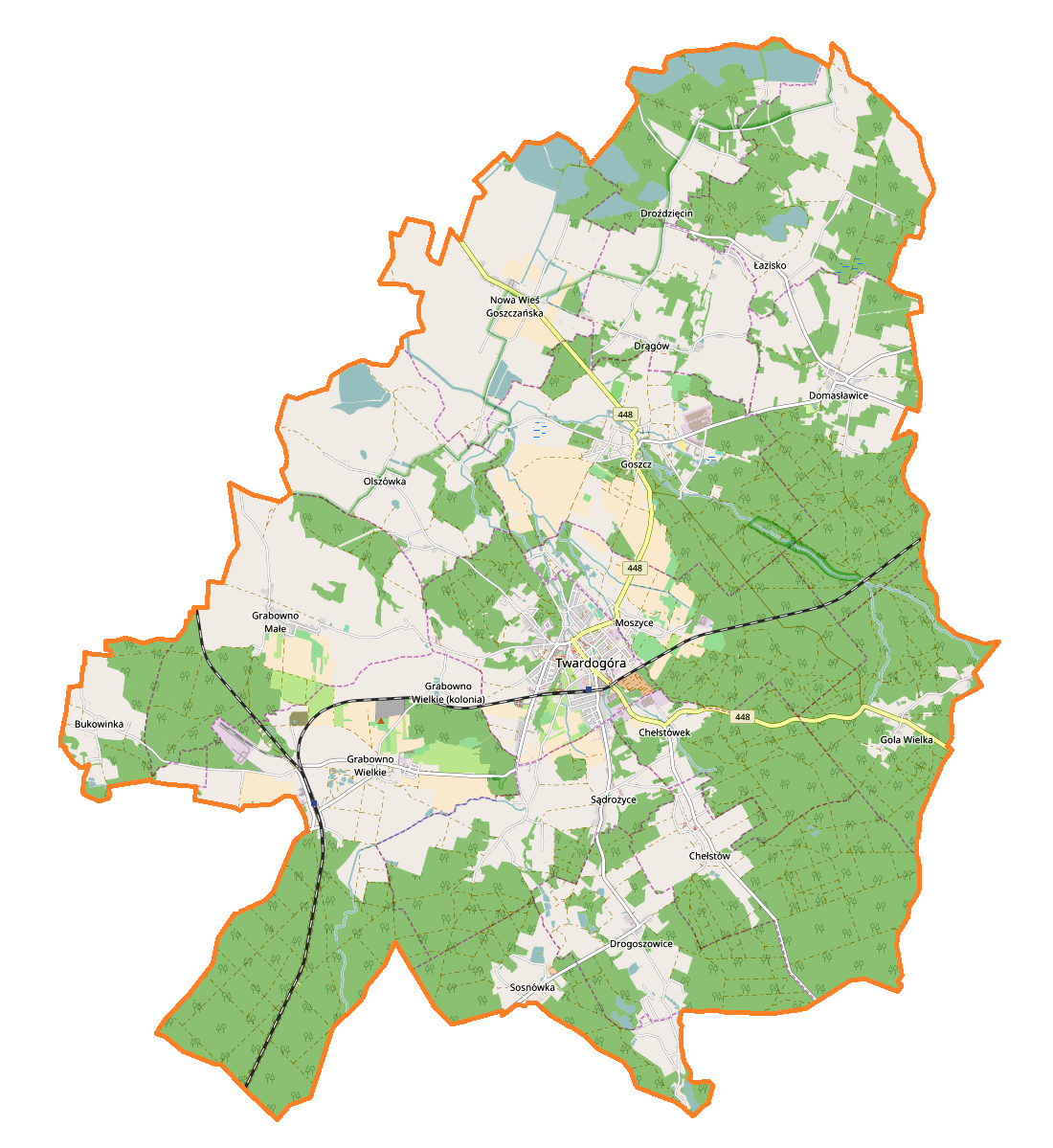
Karte der Gemeinde

Die Gemeinde liegt im Nordosten der Woiwodschaft und grenzt im Nordosten an die Woiwodschaft Großpolen. Breslau liegt etwa 35 Kilometer südöstlich, die Kreisstadt Oleśnica (Oels) 15 Kilometer südlich. Das Hügelland gehört zum Nordhang des Katzengebirges (polnisch Wzgórza Trzebnickie) und zum Süden des Park Krajobrazowy Dolina Baryczy (Landschaftspark Bartschtal) mit dem geschützten Moorgebiet „Rezerwat torfowisko koło Grabowna Wielkiego“. Das Gemeindegebiet wird von kleineren Wasserläufen durchzogen, die zu Teichen aufgestaut wurden.

## Gliederung
Zur Stadt-und-Land-Gemeinde Twardogóra gehören 19 Dörfer (deutsche Namen, amtlich bis 1945) mit einem Schulzenamt (sołectwo):
- Bukowinka (Buckowintke)
- Chełstów (Groß Schönwald)
- Chełstówek (Klein Schönwald)
- Dąbrowa (Dombrowe; 1936–1945 Eichenhain)
- Domasławice (Domaslawitz)
- Drągów (Drungawe; 1936–1945 Wildheide)
- Drogoszowice (Schöneiche)
- Drośdzęcin (Drosdenschin)
- Gola Wielka (Groß Gahle)
- Goszcz (Goschütz)
- Grabowno Małe (Klein Graben)
- Grabowno Wielkie (Groß Graben)
- Łazisko (Lassisken; 1936–1945 Lichtenhain N.S.)
- Moszyce (Muschlitz)
- Nowa Wieś Goszczańska (Goschütz-Neudorf)
- Olszówka (Olschofke; 1936–1945 Erlengrund)
- Sądrożyce (Sandraschütz)
- Sosnówka (Sechskiefern)

## Verkehr
Die Woiwodschaftsstraße DW448 von der Kreisstadt Milicz nach Syców (Groß Wartenberg)  durchzieht den Osten des Gemeindegebiets.
Der Bahnhof Grabowno Wielkie an der Bahnstrecke Oleśnica–Chojnice liegt im Westen des Gemeindegebiets, dort zweigt die Strecke nach
Ostrów Wielkopolski (Ostrowo) mit der Station Twardogóra ab.
Der nächste internationale Flughafen ist Breslau.